# 临河区
40°45′15.22″N 107°24′50.06″E / 40.7542278°N 107.4139056°E
临河区是内蒙古自治区巴彦淖尔市下辖的一个区，位于内蒙古西部、黄河北岸、河套平原中部，面积2354平方公里。區人民政府駐團結街道。
交通有京藏高速、110国道、包兰铁路、临哈铁路、巴彦淖尔天吉泰机场
临河区由民国时期的临河设治局和临河县改制而来，目前为巴彦淖尔市的行政中心，市中心与乡镇人口分布平均、各为一半。除了是巴彦淖尔市的枢纽外，也为农业产区。近年更将发展为农业特区。

## 行政区划
临河区下辖11个街道办事处、7个镇、2个乡：
团结街道、车站街道、先锋街道、解放街道、新华街道、东环街道、铁南街道、西环街道、北环街道、金川街道、汇丰街道、狼山镇、新华镇、干召庙镇、乌兰图克镇、双河镇、城关镇、白脑包镇、曙光乡、八一乡、狼山农场和临河农场。

## 人口民族
根據第七次人口普查數據，截至2020年11月1日零時，臨河區常住人口為582206人。
2016年，全區总人口约60万人。
临河区境内的汉语方言主要属于晋语五台片。